# کلینتسی (صربستان)
کلینتسی (به صربی: Klinci) یک منطقهٔ مسکونی در صربستان است که در والیفو واقع شده‌است. کلینتسی ۲۶۹ نفر جمعیت دارد.